# Rugbyball

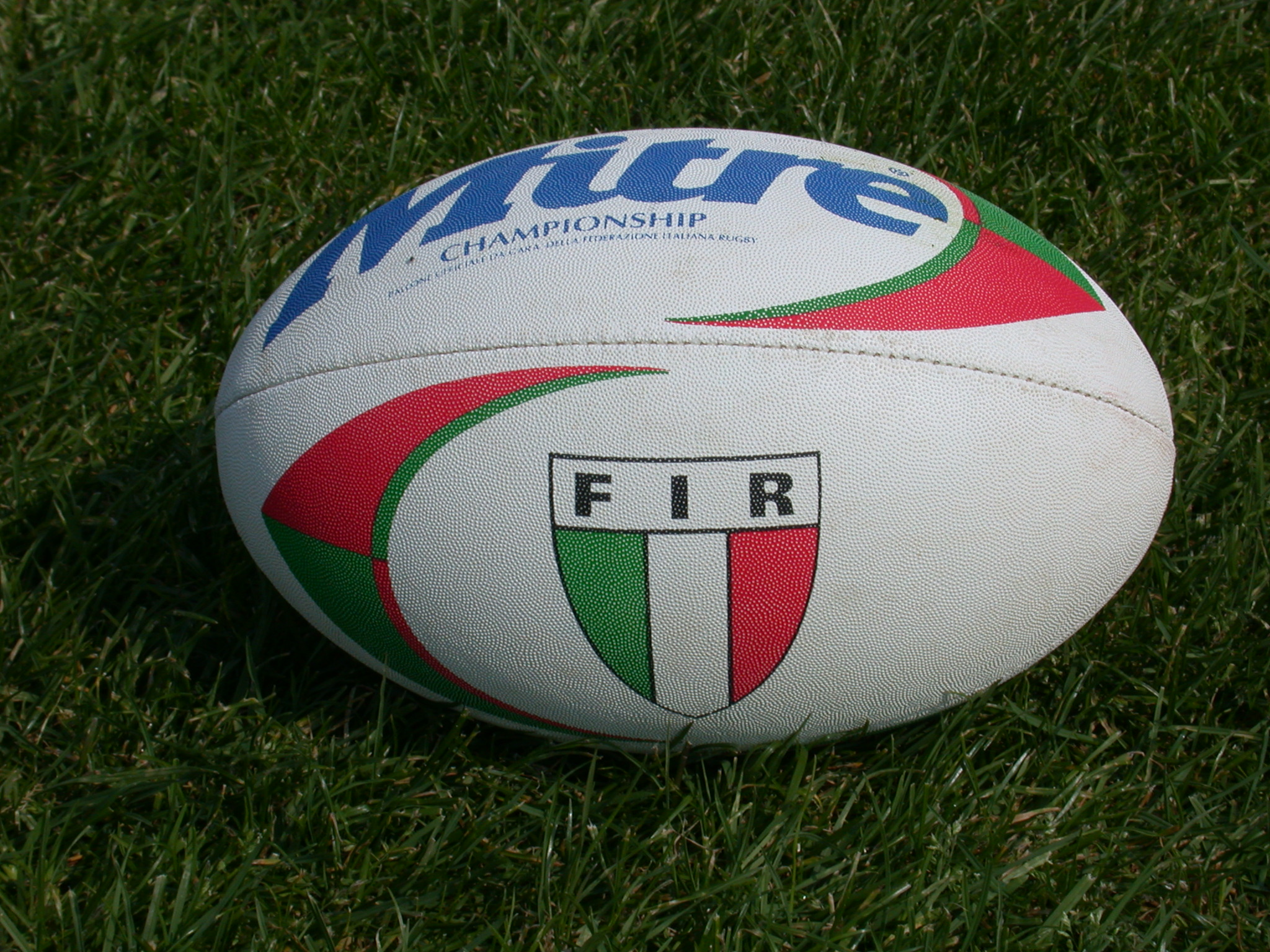
Ein Rugbyball der Größe 5

Der Rugbyball ist der Spielball der Sportarten aus der Rugby-Familie mit rotationselliptischer Form. Er wird oft mit dem Football verwechselt, dieser ist jedoch an den Enden spitz, kleiner, ggf. auch leichter und hat neben der typischen braunen Farbe auch eine weiße Naht an der Seite. 
Früher bestand ein Rugbyball aus vier gleich geformten Lederflächen, die aneinandergenäht wurden. Moderne Bälle haben eine Gummioberfläche mit kleinen Noppen, welche die Rutschfestigkeit verbessern. 
Rugbybälle gibt es in fünf Größen. Größe 5 ist dabei die größte, mit der üblicherweise im Erwachsenenrugby gespielt wird. Ein solcher Ball hat eine Länge von 280 bis 300 Millimeter, der Umfang an der Hauptachse beträgt 740 bis 770 Millimeter, der Umfang an der Nebenachse 580 bis 620 Millimeter bei einem Gewicht von 410 bis 460 Gramm.
Nach einem Beschluss des International Rugby Board soll im Frauenrugby mit Bällen der Größe 4 gespielt werden, die auch bei Jugendspielen verwendet wird. Dies wird vielfach als Diskriminierung aufgefasst; viele Nationalverbände wie etwa der deutsche Frauen-Rugbyverband DRF haben daher für sich beschlossen, weiterhin mit Bällen der Größe 5 zu spielen. Auf internationalen Turnieren, die sich nach den offiziellen IRB-Regeln richten, muss jedoch mit Bällen der Größe 4 gespielt werden.